# Expiació limitada
L'expiació limitada (també anomenada expiació definitiva o redempció particular) és una doctrina acceptada en algunes tradicions de la teologia cristiana. Està particularment associat amb la tradició del calvinisme i és un dels Cinc punts del calvinisme. La doctrina estableix que, tot i que la mort de Jesucrist és suficient per expiar els pecats de tot el món, la intenció de Déu Pare era que l'expiació de la mort de Crist es desenvolupés només en els elegits, conduint-los sense falta cap a la salvació. Segons l'expiació limitada, Crist va morir només pels pecats dels elegits, i no es va proporcionar cap expiació per als reprovats. Això contrasta amb la creença que la gràcia prevenient de Déu (o "gràcia habilitant") permet que tots responguin a la salvació oferta per Déu en Jesucrist Act 2:21:9 de manera que sigui la decisió de cadascú i la resposta a la gràcia de Déu la que determina si l'expiació de Crist serà efectiva per a aquesta persona. També existeix una forma modificada de la doctrina en el molinisme.